# 에제키엘서
에제키엘서(공동번역, 가톨릭), 에스겔(개신교) (히브리어: יחזקאל, 그리스어: Ἰεζεκιήλ, 영어: Book of Ezekiel)는 유다왕국 말기부터 바빌론 포로기 전반(前半)(약 기원전 593년 - 기원전 571년)에 걸쳐 활동한 선지자 에제키엘의 예언을 모은 구약성경 가운데 하나다. 기독교 성경에서는 대예언서 중 하나로 이사야서와 예레미야서 다음에 위치한다. 책에 기록된 바에 따르면, 바빌론에 유배된 예언자 에제키엘이 22년간(기원전 593년부터 571년까지) 본 6개의 환상을 기록하고 있다. 비평학자들은 이 책이 복잡하고 긴 역사적 과정을 거쳐 작성되었으며, 후대에 첨가된 부분도 있다고 본다.
에제키엘서의 환상과 내용은 세 가지 주제를 중심으로 구조화되어 있는데, 각각 (1) 이스라엘에 대한 심판(1~24장); (2) 이방 민족에 대한 심판(25~32장); (3) 이스라엘을 위한 미래의 축복(33~48장)이다. 이 책의 주요 주제는 야훼의 임재, 순결, 이스라엘의 신적 공동체, 그리고 야훼에 대한 개인의 책임 등이다. 에제키엘서는 후대에 제2성전 유대교, 랍비 유대교, 그리고 기독교의 신비주의와 묵시적 전통의 발전에도 영향을 미쳤다.

## 제목
예언자이면서 제사장이었던 에제키엘은 유다의 역사 중 가장 암흑기였던 70년의 바빌론 유수 동안 사목했다. 예루살렘에 대한 마지막 공격이 있기 전에 바빌론으로 끌려간 에제키엘은 포로가 된 백성들을 향한 하느님의 메시지를 극적으로 전달하기 위해 예언들이나 비유,표적,그리고 상징 등을 사용했다. 그들은 비록 태양 아래 마른 뼈들과 같았지만 야훼가는 그들을 다시 규합하고 그들에게 다시금 생기를 불어 넣으실 것이다. 현재의 심판 뒤에는 미래의 영광이 있게 될 것이며 그로 인해서 "그들이 야훼가 주님인 줄 알게" 될 것이다. 히브리 이름 yehezke'1은 '야훼가 힘 주심' 또는 '하느님에 의해 힘을 얻음'이라는 의미다. 진정으로 에제키엘은 자신이 부름 받은 목적인 예언자의 사명을 위해 하느님께로부터 힘을 얻었다.(3:8`9). 이 이름은 본서에 2번 등장하며 구약 성경의 다른 어디에도 나타나지 않는다. 70인역(LXX)에 나타난 헬라어 형태는 Iexekiel이며 불가타(Vulgata) 역본의 라틴어 형태는 Ezechiel이다.
한국어로는 에제키엘 또는 에스겔이라 하는데, 에제키엘의 경우 가톨릭 교회와 공동번역성서가 채택한 것이며 에스겔은 개신교가 채택한 것이다.

## 저자
부즈의 아들 에제키엘의 아내는 죽임을 당했는데, 그 죽음은 느부갓네살이 예루살렘에 대한 마지막 침략을 시작했을 때 유다에 대한 하나의 표적이었다(24:16-24). 예레미야처럼 그도 주님의 선지자로 부름을 받은 제사장이었다. 예레미야서와는 아주 달리 예제키엘(Ezechiel)의 책은 그 구성이 매우 질서정연하다. 하지만 겉으로 보기에 매우 논리적인 이 책의 구성은 상당수의 균열을 노출시키고 있다. 가령 적지 않은 이야기들이 이중적(doublets)으로 수록되어 있다. 또 야훼가 에제키엘에게 걸리게 한 실어증(失語症)에 대한 보도들은 그 사이에 끼여든 긴 연설들로 인해 서로 분리되어 있다. 마찬가지로 예루살렘의 죄악에 대한 묘사, 11:1-21의 본문은 8장의 연장이며 또 하느님 수레의 출발을 보도하는 이야기를 끊어버리고 있다. 그 이야기는 10:22에서 11:22로 다시 연결된다. 그리고 26∼33장에서 나타나는 시대순서는 논리적이 못 된다. 이 같은 문체상의 무질서도 에제키엘서가 한 사람의 저자에 의해 단번에 쓰여지지 않았음을 입증하고 있다. 에제키엘의 제자들이 스승의 어록을 편집하면서 어느 정도 개작을 하고 보충했음을 알 수가 있다. 하지만 그들이 스승의 말씀과 사상을 충실히 반영하고 있음은 부인할 수가 없다. 편집의 작업이 아주 뚜렷이 드러나는 부분은 40∼48장의 본문이지만 이 장들의 핵심사상은 어디까지나 에제키엘 자신의 것이다.

## 구조
에제키엘은 유다 왕국이 사양길로 접어들고 몰락할 즈음에 바빌론에 있는 유대 포로민들 중에서 예언했다. 그의 심판의 메시지는 예루살렘에 남아서 활동했던 선배 동시대인인 예레미야의 메시지와 유사하다. 유다는 그들의 불신앙으로 인해 심판을 받게 될 것이지만, 야훼가는 장차 있을 유다의 회복과 축복을 약속하셨다. 이사야와 예레미야처럼, 에제키엘은 공포와 소망의 메시지, 심판과 위로의 메시지를 선포했다. 하지만 에제키엘은 "그들이 내가 야훼/여호와인 줄 알리라"라고 말씀하신 이스라엘의 전능하신 하느님의 영광에 주된 초점을 두었다.
에제키엘서는 다른 여러 예언서에서 볼 수 있는 세 가지 구조를 가지고 있는데, 각각 예언자가 자신의 백성에 대해 전하는 재난의 예언, 이스라엘의 이웃 국가들에 대한 예언, 그리고 마지막으로 희망과 구원의 예언으로 이루어져 있다.
1. 에제키엘의 소명(1-3장) 1:1~3 표제, 1:4~28 보좌 환상, 2:1~3:15 예언자적 위임, 3:16~21 파수꾼인 예언자,3:22~27 에제키엘의 실어증
2. 유다 집의 멸망(4-24장)4~5장 예언자의 부조리 연극, 6~7장 다가오는 심판,8~11장 성전환상, 12~14장 참 예언과 거짓 예언, 15~19장 이스라엘에 관한 심상들, 20~23장 이스라엘 역사의 마지막 국면, 24장 포위된 예루살렘)
3. 이방인들에게 임할 심판(25-32장)25:1~7 암몬, 25:8~11 모압, 25:12~14 에돔, 25:15~17 블레셋, 26:1~28:19 두로, 28:20~26 시돈(끝맺는 말), 29:1~32:32 애굽
4. 이스라엘의 회복(33-48장)33장 예루살렘의 멸망,34:1~31 선한 목자, 35:1~36:15 에돔의 산들, 이스라엘의 산들, 36:16~38 내적 갱신, 37:1~14 죽은 자들의 뼈가 살아나다, 37:15~28 재통일

유다인이 우상 숭배로 하느님의 심판을 받아 유다 왕국이 멸망하고 수도 예루살렘이 파괴될 것이라고 예언하였다. 그의 예언대로 예루살렘이 함락된다. 그 후로는 실의에 빠진 동포들을 위로하고 격려하기 위하여 이스라엘의 회복과 예루살렘 성전의 재건을 예언했다.

47장

### 1~24장
먼저 에제키엘이 하느님의 환상을 보고 나서 (1장) 심판을 알리는 예언자가 된 것을 적었다.(2-3장), 4장부터는 하나님의 전 이스라엘의 타락(8장)에 의한 다양한 심판과 그 심판의 당위성을 예언하고 있다. 그러나 그 가운데에서도, 새로운 하느님의 백성들이 회복될 것을 암시하고 있다.(11:14-21,20:33-44)

### 25~32장
암몬,모압,에돔(에서 자손),팔레스타인(블레셋),페니키아,띠로,시돈,이집트,에티오피아(구스),뭇,룻 등 근처의 민족에 대한 심판을 예언하였다.

### 33장
예언과 계시가 선포되어야 함의 당위성과, 이스라엘의 함락에 대하여 설명되어 있다.

### 34~39장
결과적인 이스라엘의 회복과, 악한 자들의 폐퇴가 예언되어 있다.

### 40-48장
에제키엘이 환상에서 본 새로운 성전의 모습과 그 크기, 그리고 미래의 새 이스라엘의 땅과 규례 등의 모습을 담고 있다.

## 에제키엘
에제키엘의 이름은 "하나님이 강하게 하신다.","하나님이 단련시킨다."라는 뜻이다.그는 예레미야(예레1:1)와 즈카르야(즈카1:1)처럼 제사장이었다.(에제1) 예레미야,즈카르야 그리고 에제키엘만이 예언자 겸 제사장이었다. 그리고 이들은 모두 바빌론 포로 기간이나 혹은 포로 후에 예언했다. 에제키엘의 제사장적 배경은 그가 예루살렘의 성전, 하느님의 영광, 예루살렘 제사장들의 행동,그리고 하느님의 미래의 성전에 대해 강조하는 것등을 통해 잘 설명된다. 에제키엘은 유다 왕국이 거의 최후까지 기울어 몰락해가던 시기에 바빌론에 있는 유대인 포로 유배자들 중에서 예언 사목을 했다. 어떤 의미에서 그의 사목은 그보다 다소 앞선던 동시대인인 예레미야의 사목과 유사했다. 하지만 예레미야가 예루살렘 멸망이라는 섬뜩한 메시지를 전한 반면, 에제키엘은 바빌론에서의 재건이라는 온화한 메시지를 선포했다. 예레미야는 눈물의 사람이었고 에제키엘은 비전의 사람이었다. 그리고 그 비전들은 공포로부터 희망에 이르기까지 폭넓었고, 유다의 불성실한 지도자들을 향한 심판으로부터 유다의 미래와 관련된 위로에 이르렀다. 이 모든 것들을 통해서, 온 인류는 이스라엘의 전능하신 하느님의 영광을 보게 될 것이며, "그들이 나를 주님인 줄 알게" 될 것이다(6:10)

## 기록 연대와 배경
느부갓네살은 세 단계에 걸쳐 예루살렘을 멸망시켰다. 첫 번째로 그는, 주전 605년에 여호야킴을 굴복시키고 다니엘과 그의 세 친구들을 포함해 유력한 유대인들을 포로로 잡아갔다. 두 번째로, 주전 597년에 있었던 여호야킴과 여호야킨의 반란은 더 큰 파멸을 초래했는데 느부갓네살은 예루살렘을 다시 한번 굴복시켰다. 그는 여호야킴과 에제키엘을 포함하여 약 만명의 포로들을 잡아갔다. 세 번째로, 주전 586년 느부갓네살은 오랜 포위 끝에 그 성을 멸망시켰으며 모든 유다를 황폐화시켰다.
만약 1장 1절의 '제 삼십년'이 에제키엘의 나이를 의미한다면, 그가 바벨론으로 끌려간 때는 그의 나이 25세였을 것이며, 예언자로서 소명을 받았을 때는 30세였을 것이다(1:2-3). 이것은 또한 다니엘이 주전 605년에 포로로 잡혀갔을 때 에제키엘이 17세였음을 의미하며, 결국 에제키엘과 다니엘이 비슷한 나이였음을 알 수 있다. 이 두 사람은 당시 예루살렘에서 활동하던 예레미야보다 약 20년가량 젊었다.
이 연대 추정에 따르면, 에제키엘은 주전 622년에 태어나서 597년에 포로로 잡혀갔으며, 592년부터 적어도 570년까지 예언했고 560년경에 죽었다. 그러므로 그의 활동은 예레미야의 활동 말기와 다니엘의 활동 초기와 중복된다. 에제키엘이 바벨론에 도착했을 무렵에, 다니엘은 이미 널리 알려져 있었다. 그의 이름은 에제키엘의 예언에 3번 언급 되었다(14:14, 20, 28:3). 바벨론에 있을 때, 에제키엘의 집은 느부갓네살의 '대수로(大水路)'인 그발 강가에 위치한 유대 포로민의 주요 정착지였던 '텔 아비브'이었다(1:1, 3:15, 23).
주전 592년부터 586년까지 에제키엘은 믿지 않는 유대 포로민들에게 조속한 해방의 소망이 없다는 것을 설득시킬 필요를 느꼈다. 하지만 예루살렘이 붕괴되었다는 소식을 듣고서야 그들은 귀환의 헛된 희망을 포기했다.
에제키엘은 사건들이 발생한 직후에 본서를 기록했음이 분명하다. 그의 열정적인 활동은 적어도 22년 동안 지속되었으며(1:2, 29:17), 그의 책은 아마도 주전 565년 이내에 완성되었을 것이다.

## 연대 표기들
(1:2) 593년 6/7월 보좌 환상과 소명
(8:1) 592년 8/9월 성전에서의 우상숭배에 관한 환상
(20:1) 591년 7/8월 이스라엘의 종교사
(24:1) 588년 1월 포위의 시작
(26:1) 586년 1/2월 띠로에 관한 예언의 말씀
(29:1) 587년 1월 이집트에 관한 예언의 말씀
(29:17) 571년 3/4월 이집트 정복에 대한 예언
(30:20) 587년 3/4월 파라오의 부러진 팔
(31:1) 587년 5/6월 파라오에 관한 예언의 말씀
(32:1) 585년 2/3월 파라오를 위한 애도
(32:17) 585년 2/3월 지하세계에서의 바로
(33:21) 585년 1월 '도성이 함락되었다.'
(40:1 ) 573년 3/4월 성전 회복의 환상
(26:1과 32:17의 히브리어 본문에는 달 표시가 없고 33:21의 586년이라는 연대는 타당성이 높은 본문수정을 토대로 한 것임을 주의하라.)

## 주제와 목적
에제키엘의 신분은 사제였다(1:3). 그는 야훼의 성전을 정열적으로 사랑하였다. 그래서 그는 이교도들의 우상숭배로 더럽혀진 성전을 걱정했고(8), 하느님의 영광이 떠나버린 그 성전을 안타까워했으며(10), 장래에 세워질 깨끗하고도 거룩한 성전을 세밀히 설계했고(40-42) 드디어 그 성전에 되돌아오시는 야훼를 본 것이다(40). 에제키엘은 사제로서 예언자의 소명을 받았다. 그는 하느님의 율법을 가장 중대시하였다. 그래서 에제키엘은 율법을 어긴 이스라엘의 불충을 상세히 기록하고 있는 것이다(20). 20장에서 이스라엘이 안식일의 계명을 지키지 않았다는 점이 노래의 후렴처럼 반복되고 있다. 에제키엘은 율법이 금하는 부정(不淨)을 혐오했으며(4:14) 또 거룩한 것과 속된 것을 엄격히 구분하였다(45:1-6). 그는 사제였기 때문에 법과 윤리문제에 대해 관심이 컸다. 에제키엘의 윤리적 판단은 흔히 결의론(決疑論)적 성격을 지니고 있었다(18). 에제키엘의 사상과 어휘는 성법전(聖法典)인 레위 17∼26장의 본문과 매우 비슷하다. 하지만 에제키엘이 성법전의 영감을 받았는지 아니면 성법전이 에제키엘의 영향을 받았는지를 증명할 길은 없다. 어쨌든 성법전과 에제키엘서는 서로 생각이 비슷한 사람들에게 전수되어 편집된 까닭에, 두 문헌이 사상적으로 비슷할 뿐이다. 하여 예레미야의 작품이 ‘신명기적 사조(思潮)’에 속하듯이 에제키엘의 작품은 ‘사제적 사조’에 그 뿌리를 내리고 있는 것이다.
에제키엘은 드물게 메시아니즘을 말하고 있으니, 그의 메시아는 왕적인 존재도 아니요 영광의 인물도 아니다. 물론 그가 미래의 다윗을 예고하지만 후자는 자기 백성의 ‘목자’(34:23, 37:24)요 ‘왕자’(24:24)일뿐 결코 대왕으로 군림하고 있지는 않다. 다윗의 후손은 제정일치(祭政一致)의 비전 속에서 성전 밖으로 쫓겨난 인물에 불과하다(45:7 이하). 에제키엘은 처벌의 연대성을 강조하던 옛 전승을 부인하고 개별인간의 인과응보의 사상을 단언하고 있다(18:33 참조). 이 같은 사상은 인간의 죽음 이후에 있을 응보사상을 준비하였다. 현실은 언제나 강자의 정의를 옹호했었기 때문이다. 사제로서의 에제키엘은 성전을 매우 사랑했지만 예레미야처럼 하느님의 현존이 벽돌로 지은 성전에 예속되어 있는 게 아니라고 주장하였다. 에제키엘을 통해 지금까지 대립되어 온 예언자의 정신과 사제의 정신은 화해를 한다. 하여 종교적 의식은 그 의식에 영감을 내리는 정신에 따라 자기의 가치를 살리게 되는 것이다. 에제키엘의 사상은 모두 인간의 내적 개혁에 집중되어 있다. 인간은 자기 안에 새로운 마음과 새로운 영의 자리를 마련해야 한다(18:31). 아니 야훼가 돌 심장과는 ‘다른 마음’, 곧 ‘새 마음’을 창조하시고(시편 51:12-14), 인간의 속마음에게 ‘새로운 영’을 선물로 주실 것(11:19, 36:26)이라고 에제키엘은 선언하고 있다. 인간의 죄를 공짜로 용서하고 그에게 새 마음과 새 영을 내리는 것은 일종의 창조이다. 창조가 은총이듯이 용서도 일종의 새로운 창조이다.
하느님의 사죄경(36:25-28)은 은혜로이 새로 태어난 인간을 강조하고 있다. 인간의 뉘우침을 유발시키는 하느님의 은총을 강조하는 에제키엘의 사상은 사도요한과 바울로의 은총신학을 준비시켰다. 종교의 모든 것을 영성화(靈性化)시킨 것은 에제키엘의 큰 공헌이다.

## 구조와 문체
에제키엘서의 구조와 문체에는 적어도 네 가지 중요한 특성이 있다.
1. 연대기적 배열:정확한 연대기적 흐름이 이 책에 뚜렷이 나타난다. 에제키엘서는 이와 비슷하게 배열된 하깨/하까이/학개와 즈카르야/스가랴를 제외하고 정확한 연대기로 배열된 유일한 대예언서이다.
2. 구조적 균형:연대기적 배열뿐 아니라 에제키엘서는 또한 구조적인 질서와 조화가 잘 이루어져 있다. 처음 24장은 유다의 심판에 초점이 맞추어지고 33-48장은 유다의 회복에 초점을 맞추었다. 이러한 양 끝은 이방 나라에 대한 하느님의 심판을 다룬 25-32장에 의해 균형을 이룬다. 하느님의 영광이 심판으로 인해 성전에서 떠나고 하느님의 축복으로 인해 성전에 다시 나타난다. 에제키엘은 심판의 메시지를 전할 소명을 받았고 후엔 구원의 메시지를 전하기 위해 다시 부름 받았다.
3. 하느님의 영광과 성품에 초점을 맞춤:에제키엘은 하느님의 영광과 성품을 강조했다.그가 활동하기 전에 하느님의 영광의 환상을 보았기 때문에 이 책 전체를 통하여 하느님의 영광을 계속 언급하고 있다. 하느님의 성품이 이 책 전체에서 하느님의 사역을 결정한다. 하느님은 그의 이름이 어럽혀지지 않도록 그의 이름을 위하여 역사하신다는 것을 열 다섯번이나 선언하셨다. 60번 이상이나 하느님은 그 백성들에게 "내가 야웨/여호와인줄 알게 하기 위하여"역사하신다고 말씀하셨다.
4. 문학적 표현법 사용:에제키엘은 "이마가 굳고 마음이 강퍅한" 백성들에게 그의 메시지를 철저히 인식시키기 위해 독특한 문학적 표현법을 사용했다. 여기에는 속담들;환상들;비유들;상징적인 행동;그리고 우화들이 포함되어 있다. 이런 것들을 사용하여 사람들의 주위를 끌어 그들의 반응을 얻기 위해 에제키엘은 극적이고 강력한 방법으로 그의 메시지를 표현 하였다.

## 핵심
핵심 단어 - 이스라엘의 회복
핵심 구절(36:24-26, 36:33-35) - "내가 너희를 뭇 민족 가운데서 데려내오고 모든 나라에서 모아 고국으로 데려다가 정화수를 끼얹어 너희의 모든 부정을 깨끗이 씻어주리라. 온갖 우상을 섬기는 중에 묻었던 때를 깨끗이 씻어주고 새 마음을 넣어주며 새 기운을 불어넣어 주리라. 너희 몸에서 돌처럼 굳은 마음을 도려내고 살처럼 부드러운 마음을 넣어주리라."(36:24-26). "주 야훼가 말한다. 내가 너희의 모든 죄악을 씻어 너희를 깨끗하게 해주는 날, 그 날에 폐허가 되었던 성읍들을 재건하게 하리라. 황폐한 쑥밭이 된 것을 오가는 사람마다 보았으나, 그 곳이 다시 경작될 것이다.사람들이 말하기를, 그렇게 털렸지만 에덴 동산처럼 되었구나, 털리고 헐려 폐허가 되었지만 그 성읍들이 수축되어 다시 사람이 살게 되었구나, 할 것이다."(36:33-35).
핵심장(37장) - 이스라엘 회복에 대한 소망의 핵심부를 이루는 것은 마른 뼈들의 골짜기에 대한 환상이다. 에제키엘 37장은 이스라엘의 미래를 뚜렷하게 단계적으로 그리고 있다.

## 메시아
메시야가 이사야서(11:1), 예레미야서(23:5, 33:15), 그리고 즈가리야/즈카르야/스가랴서(3:8, 6:12)에서 의로운 가지로 묘사되고 있는 것과 비슷하게, 에제키엘서 17장 22-24절은 메시야를 높고 빼어난 산에 심어진 후에 장중한 백향목이 되는 연한 백향목 가지로 묘사하고 있다. 메시야는 통치할 권한을 가진 왕이시며(34:11-31), 자기의 양떼를 구원하고 먹일 진정한 목자이시다(34:11-31)라고 말한다.

## 같이 보기
- 무천년설
- 기독교의 예루살렘
- 에레츠 이스라엘
- 천년왕국설
- 새 예루살렘
- 예루살렘 성전